# Georg Blohm (Agrarwissenschaftler)

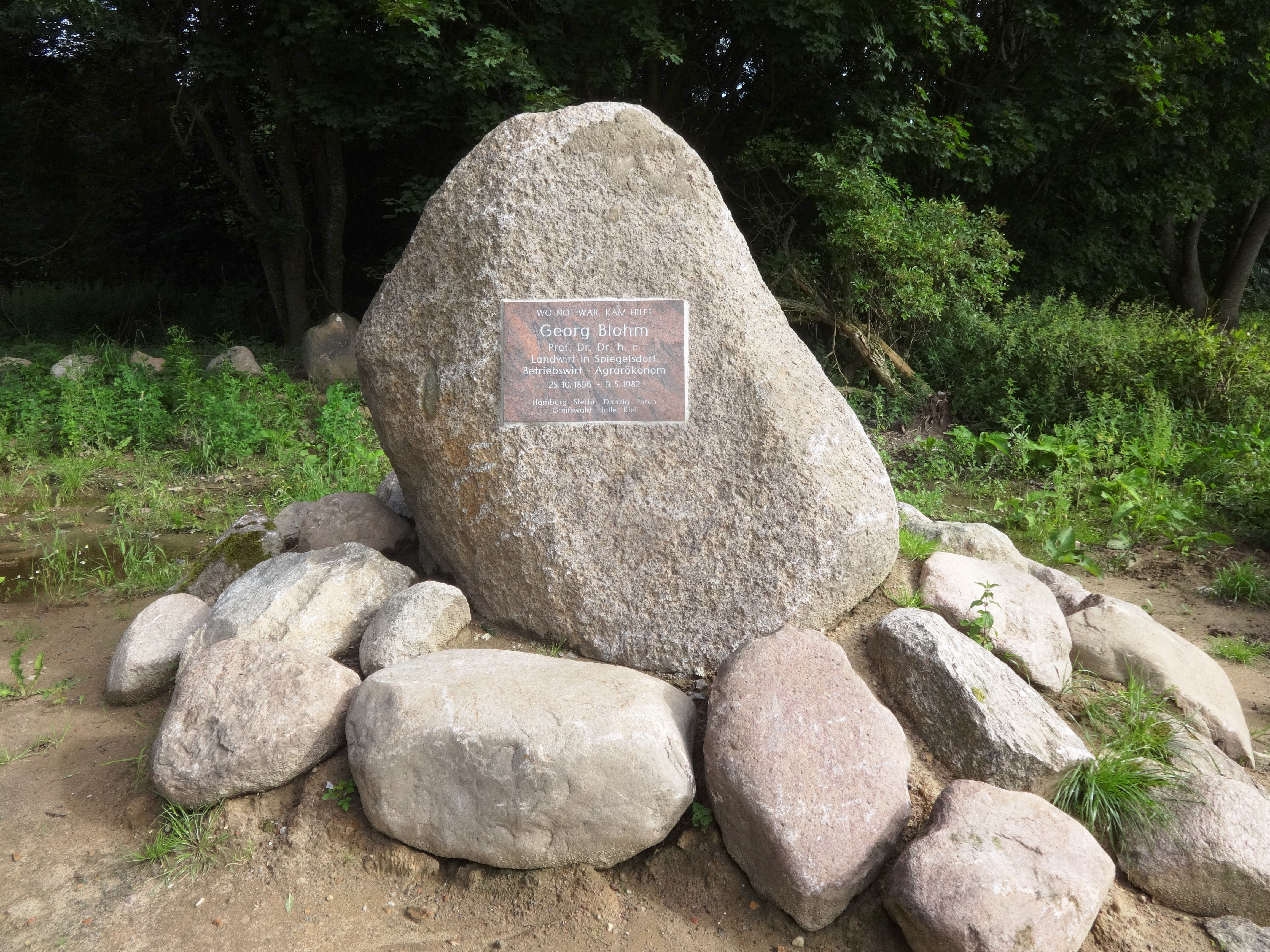
Gedenkstein für Georg Blohm in Spiegelsdorf

Georg Friedrich Blohm (* 25. Oktober 1896 in Thürkow; † 9. Mai 1982 in Kiel) war ein deutscher Agrarwissenschaftler.

## Leben
Georg Blohm, Sohn des mecklenburgischen Gutsbesitzers Wilhelm Blohm (1866–1915) auf Thürkow, besuchte Schulen in Teterow und Lübeck, wo er 1914 das Reifezeugnis erhielt. Als Kriegsfreiwilliger an der Westfront (Erster Weltkrieg) wurde er im April 1917 schwer verwundet (Armverlust und Verkürzung eines Beines). Seine Kriegsgefangenschaft verbrachte er in England im Lazarett, bis er im Januar 1918 entlassen wurde.
Ab Oktober 1919 studierte Blohm Landwirtschaft, erst an der Christian-Albrechts-Universität Kiel und später an der Friedrichs-Universität Halle, wo er am 21. November 1921 das Studium mit dem Diplom abschloss. Zwei Jahre später schrieb er ein Werk mit statistischen Betrachtungen über die Düngung auf mehreren mecklenburgischen Wirtschaften, anhand dessen er zum Doktor promoviert wurde. 1923 wurde er Assistent in der Bibliothek des landwirtschaftlichen Instituts, was er drei Jahre lang blieb. Dann, im Jahr 1926, fand an der Universität seine Habilitation durch seine Schrift Einfluss der Bodenbearbeitung auf die Wasserführung des Bodens statt. Ab dem folgenden Jahr wirkte er zunächst als Oberassistent am Institut für Acker- und Pflanzenbau der Universität Halle. Während dieser Zeit führte Blohm Studienreisen nach England, Amerika und Kanada und hatte für ein Semester einen Lehrauftrag an der Universität Hamburg.
Die Oberassistententätigkeit gab er 1930 auf, gehörte aber trotzdem weiter dem Lehrkörper an, und wurde als Leiter der betriebswirtschaftlichen Abteilung bei der Landwirtschaftskammer angestellt. Als Nächstes ging er als Leiter der Landesbauernschaft Pommern nach Stettin, fungierte ab dem 1. Dezember 1931 bei der Landberatung Pommern GmbH als Prokurist und wurde am 15. Dezember 1933 zum Geschäftsführer befördert. Während dieser Tätigkeit in Pommern beschäftigte er sich mit dem Aufbau und der Entwicklung des landwirtschaftlichen Beratungswesens.
1934 habilitierte die Landwirtschaftliche Hochschule Berlin Blohm für Betriebslehre. Zwei Jahre danach erhielt er an der Technischen Universität Danzig einen Lehrstuhl für Landwirtschaftliche Betriebslehre sowie Agrarpolitik. Von 1934 an war er förderndes Mitglied der SS. Diese Mitgliedschaft legt er nach 18 Monaten 1936 wieder nieder. Für landwirtschaftliche Arbeits- und Betriebslehre wurde er 1941 ordentlicher Professor an der Reichsuniversität Posen. Im Januar 1945 musste Blohm auf Grund der Kriegsereignisse seine Tätigkeit aufgeben und Posen verlassen. Er zog sich daraufhin auf seinen Bauernhof in Spiegelsdorf zurück.
Am 15. Juni 1945 übernahm er eine Professur an der Universität Greifswald. In der zweiten Jahreshälfte 1946 wurde er wegen seiner kurzzeitigen Fördermitgliedschaft der SS ausgemustert. Eine anfänglich vermutete Mitgliedschaft in der NSDAP hat sich nicht bestätigt. Wenige Monate später im Herbst 1946 wurde Blohm wieder an der Greifswalder Universität zugelassen. Blohm erhielt den Auftrag, eine landwirtschaftliche Fakultät zu begründen. Nebenbei beriet er Neubauern.
1945 wurde er Mitglied der CDU.
Im Jahr 1949 wurde Blohm an die Martin-Luther-Universität Halle-Wittenberg berufen, wo er der Nachfolger Emil Woermanns wurde. Im selben Jahr wurde er zum ordentlichen Mitglied der Deutschen Akademie der Wissenschaften zu Berlin gewählt. Schon zwei Jahre später wechselte er an die Christian-Albrechts-Universität Kiel, wo er neben der Professur auch die Direktion des Universitätsinstitutes für landwirtschaftliche Betriebslehre erhielt. 1955/56 war er Rektor der Universität. 1965 wurde er emeritiert.
Blohm fungierte als Mitglied des Forschungsbeirates für die Wiedervereinigung Deutschlands. In diesem Amte beriet er die Regierung, wie die Kollektivierung in der DDR rückgängig gemacht werden könne.

## Ehrungen
- EK1 und EKII (1916 und 1917)[7]
- Mecklenburgisches Verdienstkreuz I. und II. Klasse (1916 und 1918)[8]
- Ehrendoktor der Technischen Hochschule München (1960)
- Großes Bundesverdienstkreuz (1966)
- Henneberg-Lehmann-Preis (1968)[9]
- Justus-von-Liebig-Preis der Universität Kiel (1970)
- Wilhelm-Niklas-Medaille in Silber (1981)[10]

## Werke (Auswahl)
- Blohm, Georg: Allgemeine landwirtschaftliche Betriebslehre; Verlag Eugen Ulmer Stuttgart; 1959.
- Blohm, Georg: Angewandte landwirtschaftliche Betriebslehre; 4. Auflage: Verlag Eugen Ulmer Stuttgart; 1964.